# Szváziföld az 1992. évi téli olimpiai játékokon
Szváziföld a franciaországi Albertville-ben megrendezett 1992. évi téli olimpiai játékok egyik részt vevő nemzete volt. Az országot az olimpián 1 sportágban 1 sportoló képviselte, aki érmet nem szerzett. Szváziföld először vett részt a téli olimpiai játékokon.

## Alpesisí
Férfi
| Versenyző    | Versenyszám            | 1. futam      | 1. futam      | 2. futam | 2. futam | Összesítés | Összesítés |
| Versenyző    | Versenyszám            | Idő           | Hely.         | Idő      | Hely.    | Idő        | Helyezés   |
| ------------ | ---------------------- | ------------- | ------------- | -------- | -------- | ---------- | ---------- |
| Keith Fraser | Műlesiklás             | nem ért célba | nem ért célba | kiesett  | kiesett  | kiesett    | kiesett    |
| Keith Fraser | Óriás-műlesiklás       | 1:21,93       | 78.           | 1:19,83  | 63.      | 2:41,76    | 63.        |
| Keith Fraser | Szuperóriás-műlesiklás |               |               |          |          | 1:29,39    | 79.        |